# Michael Gmeiner
Michael Gmeiner (Dornbirn, 21 novembre 1985) è un ex sciatore alpino austriaco.

## Biografia
Originario di Alberschwende e attivo in gare FIS dal novembre del 2000, in Coppa Europa Gmeiner esordì il 23 gennaio 2004 ad Altenmarkt-Zauchensee in supergigante (72º) e ottenne il miglior piazzamento l'11 gennaio 2005 a Bad Kleinkirchheim nella medesima specialità (30º); ai successivi Mondiali juniores di Bardonecchia 2005 vinse due medaglie d'oro, nel supergigante e nello slalom gigante, e disputò la sua unica gara in Coppa del Mondo l'11 marzo dello stesso anno a Lenzerheide in supergigante, senza completare la prova.
Prese per l'ultima volta il via in Coppa Europa il 10 novembre 2009 a Reiteralm in supergigante (82º) e si ritirò al termine della stagione 2009-2010; la sua ultima gara fu il supergigante dei Campionati austriaci 2010, disputato il 20 marzo a Innerkrems e non completato da Gmeiner. In carriera non prese parte a rassegne olimpiche o iridate.

## Palmarès

### Mondiali juniores
- 2 medaglie:
  - 2 ori (supergigante, slalom gigante a Bardonecchia 2005)

### Coppa Europa
- Miglior piazzamento in classifica generale: 221º nel 2005